# ۲۴: بازی
۲۴: بازی (به انگلیسی: 24: The Game) نام بازی ویدئویی تیراندازی سوم شخصی است که از روی سریال ۲۴ ساخته شده است. این بازی در ۲۷ فوریه ۲۰۰۶ برای پلی‌استیشن ۲ عرضه شد. داستان بازی بین فصل دوم و فصل سوم این سریال رخ می‌دهد. صداپیشگان این بازی همان بازیگران ۲۴ هستند.

بازی 24 از صداها و چهره بازیگران سریال تلویزیونی هم نام خود استفاده کرده است. همچنین فیلمنامه و موسیقی متن بازی نیز توسط تیم تولید کننده سریال اصلی ساخته شده است.
فرآیند انتخاب بازیگران و ضبط صداهای بازی تحت نظر شرکت Blindlight انجام گرفت. داستان بازی در لس آنجلس و در فاصله زمانی بین فصل دوم و سوم سریال اتفاق می افتد.
طرح داستانی بازی شامل سه خط روایی موازی است که حول محور شخصیتی از گذشته جک باور به نام پیتر مادسن به هم می پیوندند. اگرچه این بازی با نظرات متفاوت منتقدان روبرو شد، اما به خاطر کیفیت فیلمنامه نامزد دریافت جایزه بفتا شد.

## خلاصه داستان
بازی 24: The Game بین وقایع فصل دوم و سوم سریال اتفاق می‌افتد. مشابه ساختار سریال تلویزیونی، این بازی نیز به سه بخش یا فصل تقسیم می‌شود. بخش اول حول محور حمله به معاون رئیس جمهور جیم پرسکات می‌چرخد، در حالی که بخش دوم به حمله به واحد ضدتروریسم (CTU) می‌پردازد. بخش سوم یک حمله تروریستی بزرگ و تلاش برای دستیابی به سلاح‌های هسته‌ای را پوشش می‌دهد.
تعداد زیادی از شخصیت‌های فصل‌های دوم و سوم سریال در این بازی حضور دارند که همگی با ظاهر و صدای بازیگران اصلی خود به تصویر کشیده شده‌اند. شخصیت‌های اصلی بازگشته شامل جک باور، کیمبرلی "کیم" باور، تونی آلمیدا، میشل دسلر، چیس ادموندز، دیوید پالمر، مکس، کیت وارنر، کلوئی اوبرایان و رایان چاپل هستند. پیتر مدسن نیز با صداپیشگی کریستین کین در بازی حضور دارد.